# 布达佩斯第十三区

区徽

布达佩斯第十三区，是匈牙利首都布达佩斯的一个区，总面积13.44平方公里，总人口113 531，人口密度8 447人/平方公里（2009年1月1日）。